# Лінкольн Тауншип (округ Гантінгдон, Пенсільванія)
Лінкольн Тауншип (англ. Lincoln Township) — селище (англ. township) в США, в окрузі Гантінгдон штату Пенсільванія. Населення — 321 особа (2020).

## Демографія
Згідно з переписом 2010 року, у селищі мешкало 338 осіб у 142 домогосподарствах у складі 97 родин. Було 284 помешкання
Расовий склад населення:
| - 98,8 % — білих - 0,9 % — азіатів - 0,3 % — чорних або афроамериканців |

До двох чи більше рас належало 0,0 %. Частка іспаномовних становила 0,0 % від усіх жителів.
За віковим діапазоном населення розподілялося таким чином: 21,0 % — особи молодші 18 років, 60,4 % — особи у віці 18—64 років, 18,6 % — особи у віці 65 років та старші. Медіана віку мешканця становила 44,4 року. На 100 осіб жіночої статі у селищі припадало 116,7 чоловіків;  на 100 жінок у віці від 18 років та старших — 115,3 чоловіків також старших 18 років.
Середній дохід на одне домашнє господарство  становив 58 144 долари США (медіана — 55 682), а середній дохід на одну сім'ю — 68 132 долари (медіана — 68 750). За межею бідності перебувало 2,8 % осіб, у тому числі 0,0 % дітей у віці до 18 років та 3,3 % осіб у віці 65 років та старших.
Цивільне працевлаштоване населення становило 128 осіб. Основні галузі зайнятості: освіта, охорона здоров'я та соціальна допомога — 30,5 %, виробництво — 21,1 %, публічна адміністрація — 10,9 %, транспорт — 7,0 %.